# Круз, Джеймс
Джеймс Круз (англ. James Cruze; 27 марта 1884, Огден, Юта — 3 августа 1942, Голливуд, Калифорния) — актёр и режиссёр немого кино.

## Биография
Урождённый Йенс Вера Круз Бозен. О его детских и юношеских годах известно мало, так как сам он свою биографию каждый раз излагал по-разному.
Джеймс Круз был режиссёром и продюсером более чем 100 фильмов в эпоху немого кино. Первые роли он исполнил в 1910 году в фильмах кинокомпании «Lubin Manufacturing Company». В 1912 году он продолжил карьеру в кинокомпании «Thanhouser Company», где он снял большинство своих фильмов, в многих из которых он исполнил главные роли. В 1913 году женился на актрисе Маргарите Сноу, от брака родилась дочь в 1914 году, в 1922 году они развелись.
После ухода из Thanhouser в 1916 году, он работал в нескольких других компаниях, как режиссёр и продюсер, в первую очередь для Paramount Pictures с 1918 по 1938 год. В 1924 году он женился на актрисе Бетти Компсон, они развелись в 1930 году. 30 июня 1941 он женился на Альберта МакКой, которая пережила его. Умерла в Голливуде 7 июля 1960.
Похоронен на кладбище Hollywood Forever в Калифорнии.

## Фильмография

### Актёр
- Крытый фургон
- 1911 — Она
- 1911 — Последний из Могикан
- 1912 — Доктор Джекилл и Мистер Хайд

### Режиссёр
- 1919 — Долина гигантов
- 1921 — Бензиновый Гас
- 1923 — Голливуд
- 1926 — Старые броненосцы
- 1929 — Великий Габбо